# Rio Arauá (periodiskt vattendrag)
Rio Arauá är ett periodiskt vattendrag i Brasilien.   Det ligger i delstaten Sergipe, i den östra delen av landet, 1 200 km öster om huvudstaden Brasília.
Omgivningarna runt Rio Arauá är huvudsakligen savann. Runt Rio Arauá är det ganska tätbefolkat, med 93 invånare per kvadratkilometer.